# Leif Erichsen
Leif Erichsen (Drammen, 15 ottobre 1888 – Drammen, 4 marzo 1924) è stato un velista norvegese, vincitore della medaglia d'argento nella classe 6 metri a Anversa 1920 a bordo dell'imbarcazione Marmi II insieme a Einar Torgersen e Andreas Knudsen.

## Palmarès
- Giochi olimpici

Anversa 1920: argento nella classe 6 metri.